# Minuartia gracilis
Minuartia gracilis är en nejlikväxtart som beskrevs av Mcneill. Minuartia gracilis ingår i släktet nörlar, och familjen nejlikväxter. Inga underarter finns listade i Catalogue of Life.